# Wedel-Jarlsberg-Land
Koordinaten: 77° 20′ N, 14° 59′ O
Wedel-Jarlsberg-Land ist eine Region im Süden der Insel Spitzbergen auf Svalbard. Ihre Grenzen verlaufen von der Spitze des Van Keulenfjorden durch den Zawadzkibreen, westlich am Kopernikusfjellet vorbei und über Nornebreen and Mühlbacherbreen zur Burgerbukta am Hornsund. Im Norden liegt der Bellsund, im Westen die offene Grönlandsee. Im Osten grenzt Wedel-Jarlsberg-Land an Torell-Land. Wedel-Jarlsberg-Land ist, bis auf einige Trapperhütten, weitgehend unbewohnt. In der Bucht Isbjørnhamna am Hornsund befindet sich eine polnische Forschungsstation.
Nördlich des Van Keulenfjorden schließt sich die Halbinsel Nathorst-Land an. Südlich des Hornsund liegt das Sørkapp-Land.
Wedel-Jarlsberg-Land ist nach Fredrik Hartvig Herman Wedel Jarlsberg (1855–1942) benannt, der wesentlichen Anteil daran hatte, dass im Spitzbergen-Vertrag, der 1920 in Paris unterzeichnet wurde, Norwegen die Souveränität über Svalbard zugesichert wurde.
Die Halbinsel gehört vollständig zum Sør-Spitsbergen-Nationalpark (1 auf der Karte) und nimmt mehr als die Hälfte seiner Fläche ein. Auch das östlich anschließende Torrell-Land gehört zum Nationalpark. Das südliche Drittel wird vom Sørkapp-Land eingenommen.

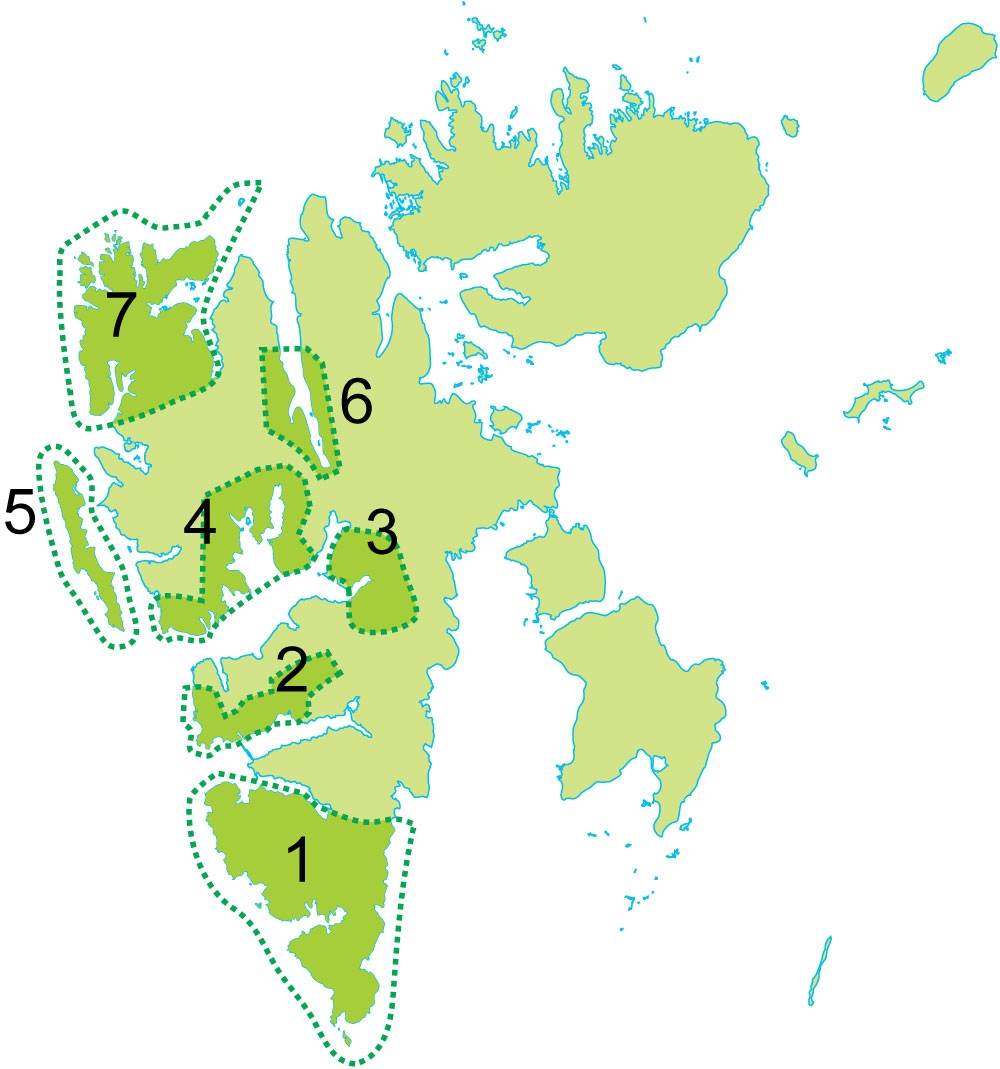
Nationalparks in Svalbard

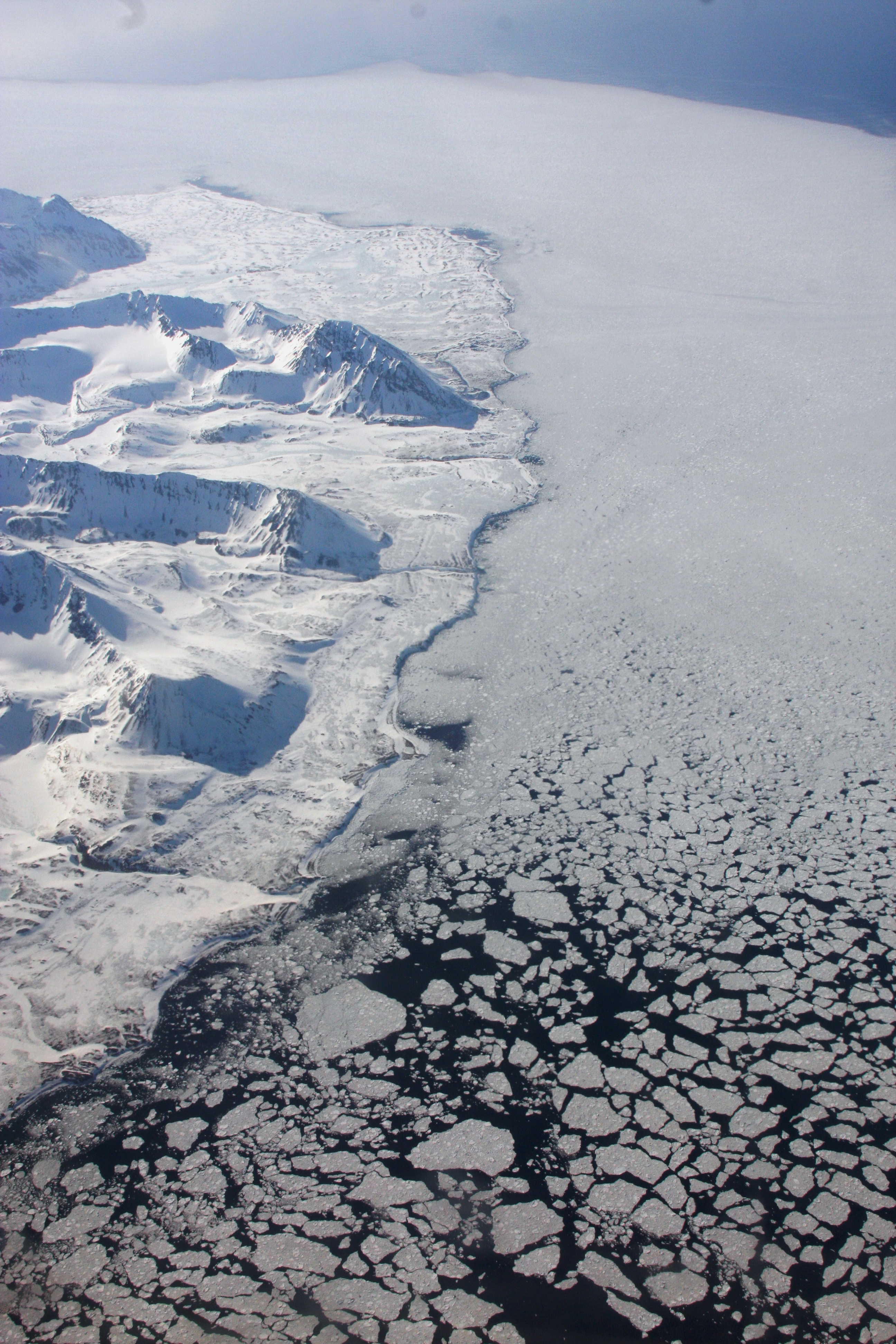
Kap Lyell, der nordwestlichste Punkt von Wedel-Jarlsberg-Land